# Source chaude de Ferdows
La source thermale de Ferdows, est une source minérale située à environ 20 km au nord de Ferdows en Iran, près d'un volcan éteint. Son eau minérale est utile à la guérison des maladies cutanées et des rhumatismes.